# 圖書室的Neversista
《圖書室的Neversista》是2010年由日本同人社團TARHS Entertainment （页面存档备份，存于）製作並發行的視覺小說 。腳本由都志見文太撰寫，立繪與插圖由かずまこを繪製。3DS平台版本即將由カタルヒト發行。

## 劇情
那年夏天最後的暴風雨之夜，有一位學生死了。為了拍攝漲潮的河川而徹夜未歸，他的相片和照相機被發現掉入了河中。在接下來數日的拚命搜索之下，所找到的只有右腳的拖鞋。最後，整件事被定調為夏天溺水事故之中的一件，而人們耳語著關於亡靈身影的不安傳言。剩下和他同住於幽靈棟的五位學生──與他曾是友人的他們正和被詛咒的少年之死有關。

## 資料來源
1. ↑  .   [2017-04-29]. （原始内容存档于2020-11-27）.
2. ↑  .   [2017-05-01]. （原始内容存档于2020-09-18）.
3. ↑  .   [2017-04-30]. （原始内容存档于2020-12-03）.

## 外部連結
- 官方网站
- 《圖書室的Neversista》在視覺小說數據庫的頁面 （英文）